# Klosters-Serneus
Klosters-Serneus (hasta 1973 oficialmente llamada Klosters, en romanche Claustra) es una comuna suiza del cantón de los Grisones, situada en la región de Prettigovia/Davos. Es la comuna más poblada del cantón. 
Klosters es conocida junto a Sankt Moritz, Gstaad y Zermatt, por ser una estación de invierno exclusiva. Algunas de las celebridades del mundo del espectáculo mundial pasan sus vacaciones en Klosters.

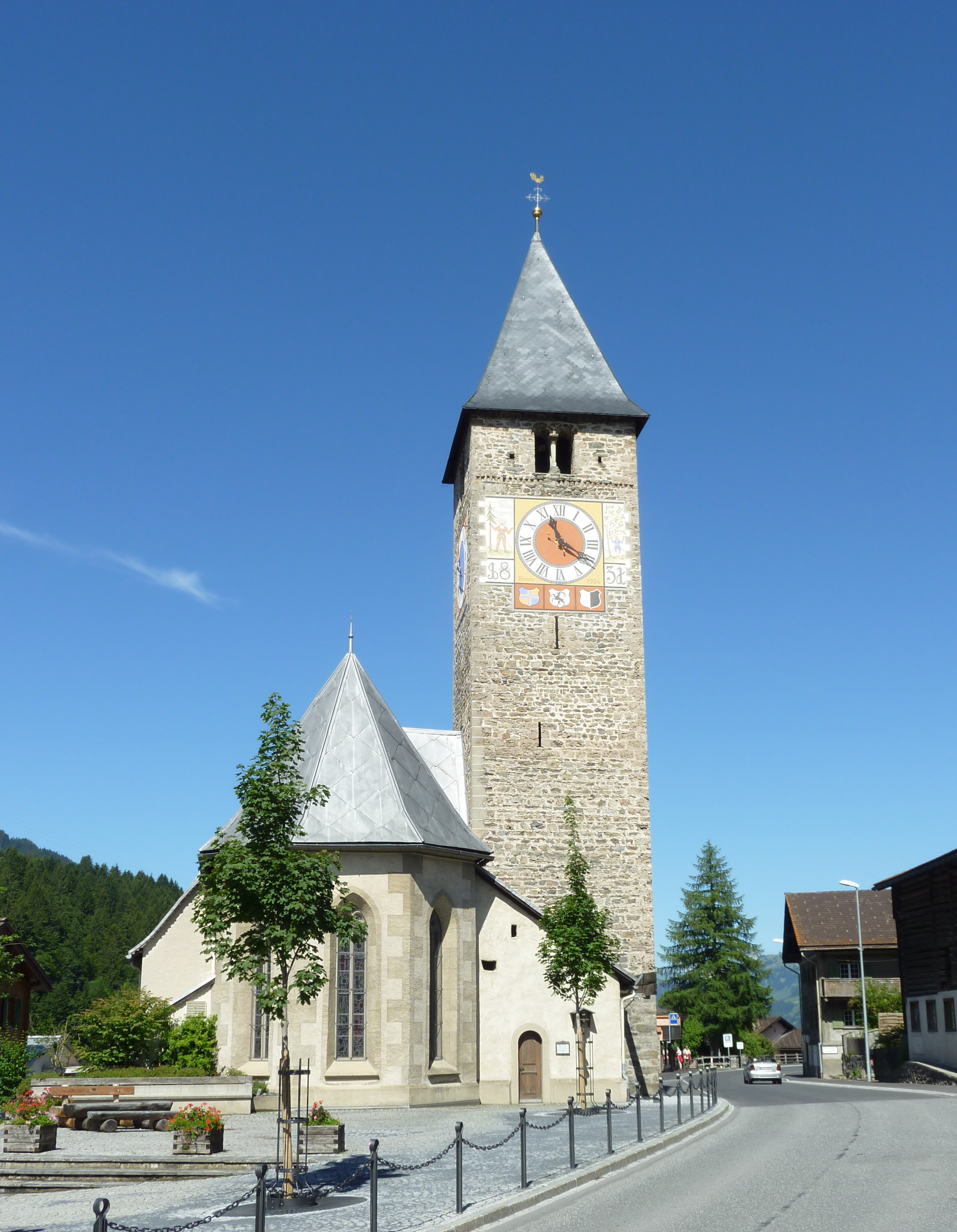
Iglesia protestante de Klosters.

## Geografía
Limita al norte con las comunas de Saas im Prättigau, Gaschurn (AUT-8) y Sankt Gallenkirch (AUT-8), al este y sureste con Lavin y Susch, al sursudoeste con Davos, y al oeste con Langwies. La comuna está formada por las localidades de Au, Äuja, Brüggen, Klosters Dorf, Klosters Platz, Läussüggen, Maiensäss, Mezzaselva, Monbiel, Schifer, Schwaderloch, Selfranga, Serneus, Serneuser Schwendi y Walki.